# Обстріли Берислава (2023 рік)
Ця стаття є частиною сторінки Обстріли Берислава з 24 лютого 2022 року, яка є частиною Історії Берислава.
Про події попереднього року дивіться Обстріли Берислава (2022 рік).
Обстріли Берислава за 2023 рік — низка терористичних атак на місто Берислав та район військами РФ, що почалися під час російського вторгнення в Україну з 24 лютого 2022 року та тривають понині.
Берислав до вторгнення Росії в Україну був осередком освіти Херсонщини з двома коледжами.
Зараз місто зазнало значних руйнувань, заміновані околиці, відсутні комунальні послуги. Під час окупації в місті була гостра нестача продуктів та ліків. Після деокупації місто зазнало нових випробувань, зокрема, відсутності електроенергії та води. Зараз Берислав перебуває під постійними обстрілами, внаслідок яких багато будинків пошкоджено, є поранені та загиблі. Багато людей в місті відмовляються покидати свої домівки, попри обстріли.

## Хронологія

### Після деокупації
Після звільнення місто перебуває під постійним вогнем російських військ зі сторони Каховки.
Вранці, 25 вересня 2023 року, російські окупанти з винищувача Су–34 скинули чотири керовані авіабомби на місто, одна з них влучила по будівлі житлово — експлуатаційної контори, в результаті чого дві цивільні особи загинуло та 2 травмовано, також одна з авіабомб знищила житловий будинок.